# Пути сердца
«Пути сердца» (порт. Caminhos do Coração) — бразильская теленовелла, созданная Тьяго Сантьяго и выходившая с 28 августа 2007 года по 2 июня 2008 на канале «Rede Record»

## Сюжет
Сюжет разворачивается вокруг Марии Луз, которую обвиняют в убийстве доктора Снейпа. Сократ Майер, владелец одной из крупнейших частных клиник страны «Progênese». Доктор Джулия, аффилированный врач «Progênese», создала генетически модифицированных людей, мутантов со сверхспособностями. Джулия всегда содержала секретную лабораторию на вымышленном острове Аррайал, где она проводит эксперименты, в результате которых появились мутанты. Ей помогают Гор, обладающая силой гипноза, и очень умный мальчик Эудженио.
Мария Луз всю жизнь прожила в цирке Дона Пеппе со своими родителями Аной Лус и Пепе. Она — главная артистка цирка, где она выросла и встретила первую любовь Фернандо. Мария также лучшая подруга Хуаниты, её невестки. Мария разлюбила Фернандо, когда он связался с Эсмеральдой. После того, как Мария узнаёт, что она приемная дочь, она оказывается в затруднительном положении: полиция находит её лежащей рядом с мертвым телом Сократа и обвиняет её в его убийстве. Затем Мария обнаруживает, что её биологический отец - это человек, в убийстве которого её обвиняют. Это было сделано для того, чтобы Мария не могла унаследовать большое состояние Сократа.
Семья Майер принадлежит к традиционной элите Сан-Паулу. В его состав входят братья Сократа, Аристотель и Платон Майер. Ари овдовела и имеет троих детей-мутантов: Тони, который может уклоняться от пуль и обладает сверхчеловеческой силой, Родриго, обладающий гипнотическими способностями, и Данило, обладающий супер ловкостью и женящийся на Люсинье, чтобы скрыть свою гомосексуальность от отца. Платон женат на Ирме и имеет двух дочерей: Реджину и Клео, которые, как выяснилось, обладают способностями к выживанию и астральной проекции. Семья Майер является одним из акционеров «Progênese» вместе с Мауро Фонтесом и Жозиасом Мартинелли. Джозиас женат на Кассандре и является отцом Лукаса, который читает мысли, и Джанет, обладающей способностью ясновидения.
После ареста Марии ей помогает офицер федеральной полиции Марсело Монтенегро, в которого она влюбляется. Марсело недавно овдовел в результате отравления Мэйбл. Отравленная сладость, убившая его жену, должна была быть съедена его дочерью-мутантом Татьяной. Помогая Марии сбежать из тюрьмы, Марсело становится беглецом от закона, и пара проходит через несколько приключений, чтобы спастись от недобросовестного комиссара Тавейры, который испытывает безответное желание к Марии.
Платона и Иосиаса убивают, когда они узнают, кто несёт ответственность за смерть Сократа, Уокера (американского исследователя, открывшего правду о мутантах) и Мэйбл. Мария и Марсело пытаются выяснить, кто нанял серийного убийцу Эрика Фулиси для совершения всех преступлений.
В последней серии выясняется, что Фулиси наняла Джулия. Она также наняла адвоката Сезара Рубикао, чтобы тот похитил Марию, когда она была ещё ребенком, и оставил её где угодно. Он решил оставить её в цирке. Тридцать лет спустя Сократ сообщает, что оставит всё своё состояние в фонде, шокировав свою семью. Боясь, что это навредит её экспериментам, Джулия наняла Эрика, чтобы убить его и поставить Марию на место преступления, потому что она знала, что Сократ оставит Марии своё состояние, если они когда-нибудь снова встретятся. Она подозревала, что если Мария получит его богатство, то закроет «Progênese» и навредит своим переживаниям. Затем Джулия решила устранить всех, кто обнаружил или подозревал, что она несёт ответственность за смерть Сократа. Она также наняла Эрика, чтобы убить Розану и медсестру Рут среди других неудачных попыток убийства. Хельга, бывшая жена Эрика, которая после ухода от него стала лучше, также страдала приступами, как и Татьяна, Марсело и Мария.
Сезон закончился тем, что Рубикон показал в суде с помощью голограммы, кто несёт ответственность за преступления. В следующем сезоне «Мутанты: Пути сердца» Джулия выпила немного сыворотки молодости, которую она произвела, и взяла псевдоним Хули Ди Треви.

## В ролях

### Основной состав
- Бьянка Ринальди — Мария Беатрис душ Сантуш Лус (Мария Майер)
- Леонардо Виейра — Марсело Дуартетенегро (Габриэль Лаге)
- Итала Нанди — Дра. Юлия Заккариас
- Габриэль Брага Нуньес — Тавейра (Сигизмундо Тавейра)
- Тука Андрада — Эрик Фузилли (оборотень)
- Касиу Скапин — Сезар Рубикан
- Джулианна Тревизол — Горгона (Гор)
- Фелипе Фольгоши — Роберто Дуарте Черногория (Бето)
- Андре де Предвзятость — Аристотелес Майер (Ари)
- Патрисия Травассос — Ирма Майер
- Анджелина Мунис - Кассандра Фонтес Мартинелли
- Жизель Поликарпо - Клео Майер
- Лилиана Кастро - Джанет Фонтес Мартинелли
- Жан Феркондини - Лукас Фонтес Мартинелли
- Паулу Нигро - Антониу Майер (Тони)
- Анджело Паэс Леме-Родриго Майер
- Клаудио Генрих-Данило Майер
- Фернанда Нобре - Лусия Роча Майер
- Наташа Хайдт - Паола Ричете
- Джессика Голччи - Алиса Бандиски
- Таис Ферсоза - Селия (Селинья)
- Моника Карвалью - Амалия Фортунато
- Даниэль Агиар - Влад (Владо)
- Карен Жункейра - Фьюри
- Саша Бали - Матеус Морфей (Метаморфо)
- Прета Гил-Хельга Сильва да Силвейра
- Лана Родс - Эсмеральда Насименто Хусто
- Андре Сегатти - Эрнесто Хусто
- Рафаэла Манделли - Регина Майер
- Тауматурго Феррейра - Батиста (Тарсисио Батиста)
- Эдуардо Лаго - Луис Гильерме Батиста Фигейредо (Гига)
- Андреа Аванчини - Эрика Фигейра
- Педро Мальта - Эухенио Менезес Фигейредо
- Маурисио Рибейру - Криштиану Пена (Крис)
- Ана Паула Мораес - Марли да Силва
- Фафа де Белен - Ана Габриэла душ Сантуш Луз
- Перфеито Фортуна  - Пепе Луз
- Фернандо Паван - Ноэль Мачаду (Нуэ)
- Гильерме Трахано - Дино Малафатти
- Анна Маркун - Хуанита Бьябатти (Змея)
- Тео Беккер - Фернандо Бьяватти (Большой змей)
- Наталия Гимарайнш - Ариадна
- Аллан Соуза Лима - Медузо
- Мария Каролина Рибейро - Сильвана Мадиано
- Луиза Д'Туани - Исис
- Андресса Оливейра - Ракель Линс
- Хелдер Агостини - Деметрио
- Бруно Мигель - Лупи / Лобо
- Патрисия наследства - Перпетуа Сальвадор
- Суянэ Морейра - Яра
- Андре Маттос - Пачола (Paulo Pachola)
- Елена Ксавье-Симоне душ Сантуш
- Себастьян Васконселлош - Мауро Фонте
- Хосе Дюмон — Теофило Магальяйнс
- Джулиана Ксавье - Агата Магальяйнс
- Сержиу Малейруш - Аквилес Магальяйнс
- Ромуло Эстрела - Драко
- Ромуло Аратес Нето-Те
- Диего Кристо — Элио Безерра
- Рокко Питанга — Карвалью (Армандо Карвалью)
- Марина Миранда — Мариса Гама
- Маркос Сухре — Ледяной человек
- Джулиана Мартинс — Марлен Франса
- Жуан Паулу Сильвино — Лев
- Жоаким де Кастро — Адольфо
- Рикардо Макки — Голиаф
- Даниэль Мариньо — Капелетти
- Фабио Насименто — Минотауро
- Каролина Чалита — Мариалва
- Марсио Либар — Бродяга

### Дети и подростки
- Летисия Медина — Татьяна Черногория (Тати)
- Сержиу Малейруш — Аквилес Магальяйнс
- Юлиана Ксавье — Агата Магальяйнс
- Педро Мальта — Эугенио Фигейра (Маленький гений)
- Шаила Арсен — Клара Фигейра (Кларинья / Освещение)
- Юлия Маггесси — Анжела Фигейра (Маленький ангел)
- Кассио Рамос — Вальфредо Пачола (Вава / Мальчик-волк)

### Приглашённые звезды
- Эдуардо Муннис — Полиция
- Уолмор Шагас - доктор Сократ Майер
- Лэнс Хенриксен - доктор Кристофер Уокер
- Рикардо Петралья - Платан Майер
- Пауло Горгулью - Жозиас Мартинелли
- Александр Бариллари - Рамон Фузилли
- Нанда Циглер - Бьянка Фишер
- Аманда Ли - Фелина
- Ана Роза - Далва Дуарте Черногория
- Регина Мария Дурадо - Альтина Пачола
- Ронни Марруда - Педрейра (Микаэль Педрейра)
- Лигия Фагундес - Леонор Батиста
- Мария Сейса - Розана Магальяйнс
- Адриана Квадрос - Тереза Роча
- Тэмми Лучано - Иворедо Кавальканти
- Баби Ксавье - Хули Д'Треви
- Мириам Персия - Мариана Майер
- Тони Гарридо - Густаво Гама (Гуди)
- Габриэла Морейра - Грациела Мачадо (Грази)
- Део Гарсес - Бенедито Гама (Бене)
- Карина Бакки - Глория
- Мария Клаудия - Рут
- Ракель Нуньес - Кейла Нуньес
- Сабрина Греве - Мейбл Черногория
- Марио Кардозо - Bento nete
- Бьянка Джой Порт-Валерия
- Аугусто Варгас - Кассиано Диас
- Раймундо де Соуза - Фигероа (Хуан Фигероа / Пабло Фигероа)
- Карлос Тире-Жан-Пьер
- Франсуаза Фортон-Хуиза
- Даниэль Андраде-Зе Дойдо
- Ява Маям - Джока
- Палома Бернарди - Луна
- Хосе Лорето - Скорпион
- Хорхе Понтуаль - Фелипе Матозо
- Ана Карбатти - доктор Беатрис
- Синтия Монерат - Эдит
- Мария Сильвия - Магда
- Урсула Корона - Алисия
- Габриэль Макри — Педро
- Луис Николау — Пе-де-Кабра
- Лучано Леме-Марино
- Амелия Соарес - Мария Бутина
- Ро Сант'Анна - Мачадона (Рутинея)
- Мария Кристина Гатти — Короа
- Како Ноласко - Фальконе
- Андерсон Бруно — Зе Синистро
- Тьяго Лучано - гражданский полицейский
- Марсио Росарио - таксист в Майами

## Аудитория
6 февраля 2008 года сериал стал первой теленовеллой Rede Record, занявшей первое место в рейтинге телевидения Сан-Паулу. В тот день его посмотрели около 1,2 миллиона домохозяйств (около 5 миллионов человек) в городе. Футбольный матч между Коринтианс и Баруэри, который транслировался на «Rede Globo» в тот же временной интервал, посмотрели 1,1 миллиона семей (около 4,4 миллиона человек). На пике популярности теленовеллу смотрели 1,5 миллиона домохозяйств (около 6 миллионов человек).
Последняя серия собрала более 5 миллионов зрителей в Сан-Паулу. Это была самая высокая аудитория теленовеллы Record со времен выхода последней главы скандального сериала «Противоположные жизни». Такой высокий рейтинг сделал «Фаворит» худшим дебютом теленовеллы в истории Globo.

## Саундтрек
- «Sabe Você» — Тони Гарридо (вступиющая тема)
- «Maria, Maria» — Рупа Нова (тема Марии)
- «Grande Amor» — Fafá de Belém (тема Марии и Марсело)
- «Раса» — Фафа де Белен и Милтон Насименто (тема Эсмеральды и Эрнесто)
- «Caçador de mim» — 14 Bis (общая тема)
- «Mutante» — Прета Гил (тема Хельги)
- «A vida é minha» — Capital Inicial (тема Ирмы и Аристотеля)
- «Zigue Zague» — Жаир Родригес с участием Жаира Оливейры и Симониньи (тема Батисты)
- «Procurando a Estrela» — Зе Рамальо и Даниэла Меркьюри (тема Теофило и Лиги благополучия)
- «The Game of the Life» - Скорпионы (тема Эрика и Злодеяния)
- «Baby» - Тим Майя (тема Лусии и Данило)
- «Sonho de Ícaro» - Бьяфра (тема детей)
- «Robocop Gay» - Mamonas Assassinas (тема Данило)
- «Sexo» - Освальдо Черногория (общая тема)
- «Cais» - Милтон Насименто (тема Теофило)
- «Samba de uma Noite Só» - Фернандо Кавальери (тема Родриго, Амалии и Селии)